# Mühlig-Hofmann-Gebirge
Das Mühlig-Hofmann-Gebirge ist ein Gebirge im ostantarktischen Königin-Maud-Land. Es erstreckt sich in ost-westlicher Ausrichtung über eine Länge von 120 km zwischen der Gjelsvikfjella und der Orvinfjella. Teilnehmer der Deutschen Antarktischen Expedition 1938/39 unter der Leitung von Alfred Ritscher entdeckten es, kartierten es mit Hilfe von Luftaufnahmen und benannten es nach Albert Mühlig-Hofmann (1886–1980), Mitglied im Aufsichtsrat der Deutschen Zeppelin-Reederei und Abteilungsleiter im Reichsluftfahrtministerium. Das Mühlig-Hofmann-Gebirge wurde während der dritten norwegischen Antarktisexpeditionen (1956–1960) topographisch neu aufgenommen. Der Jøkulkyrkja ist mit 3148 m die höchste Erhebung des Gebirges.
Im Mühlig-Hofmann-Gebirge befindet sich das „Besondere antarktisches Schutzgebiet Nr. 142 – Svarthamaren“. Es hat eine Größe von ca. 6,4 km² und besteht aus den eisfreien Bereichen des Bergs Svarthamaren. Die norwegische Sommerstation Tor ist vom Schutzbereich ausgenommen und liegt an dessen Rand. Die mit 250.000 Brutpaaren weltgrößte Brutkolonie von Antarktiksturmvögeln liegt innerhalb des Bereichs.